# Nidlmen-Vanšov algoritam
Nidlmen-Vanš algoritam izvršava globalno poravnjanje dve sekvence (“A” I “B”). Obično se koristi u biofarmatici za poravnanje sekvenci proteina ili nukleotida. Algoritam su objavili 1970godine Saul B. Needleman i Christian D. Wunsch. .
Nidlmen-Vanš algoritam je primer dinamičkog programiranja, i to je prva primena dinamičkog programiranja na poredjenje bioloških sekvenci. 

## Moderna prezentacija
Rezultati za poravnate karaktere su određeni matricom sličnosti. {\displaystyle S(a,b)} je sličnost karaktera „a“i „b“. 
Na primer, ako bi matrica sličnosti bila
|   | A  | G  | C  | T  |
| - | -- | -- | -- | -- |
| A | 10 | -1 | -3 | -4 |
| G | -1 | 7  | -5 | -3 |
| C | -3 | -5 | 9  | 0  |
| T | -4 | -3 | 0  | 8  |

Onda bi poravnanje: 
```
AGACTAGTTAC
CGA‒‒‒GACGT
```

sa kaznenim jazom od -5, imalo sledeći rezultat
{\displaystyle S(A,C)+S(G,G)+S(A,A)+(3\times d)+S(G,G)+S(T,A)+S(T,C)+S(A,G)+S(C,T)}
{\displaystyle =-3+7+10-(3\times 5)+7+-4+0+-1+0=1}
Da bi pronašli poravnanje sa najvećim rezultatom, dvo dimenzioni niz ili matrica „F“ je alocirana.
{\displaystyle F_{ij}}. 
Postoji jedna kolona za svaki karakter u sekvenci „A“, i jedan red za svaki karakter u sekvenci „B“. Ako bismo poravnavali sekvence veličine „n“ i „m“, količina memorije korišcena je {\displaystyle O(nm)}. Hirsbergov algoritam ima samo podskup niza u memoriji i koristi {\displaystyle \Theta (\min\{n,m\})} prostor, ali je sličan Nidlmen-Vanšovom algoritmu i jos uvek zahteva {\displaystyle O(nm)} vreme.
Kako algoritam napreduje, {\displaystyle F_{ij}} će biti dodeljeno optimalnom rezultatu za poravnanje prvog {\displaystyle i=0,\dotsc ,n} karaktera u „A“ i prvog {\displaystyle j=0,\dotsc ,m} u „B“. Belmanova jednačina je primenjena i sledi ispod:
- Osnovno:

{\displaystyle F_{0j}=d*j}
{\displaystyle F_{i0}=d*i}
- Rekurzija, bazirana na principu optimalnosti

{\displaystyle F_{ij}=\max(F_{i-1,j-1}+S(A_{i},B_{j}),\;F_{i,j-1}+d,\;F_{i-1,j}+d)}
Pseudo kod za algoritam za izračunavanje F matrice izgleda ovako:
```
for
 i=0 
to
 
length
(A)
  F(i,0) ← d*i

for
 j=0 
to
 
length
(B)
  F(0,j) ← d*j

for
 i=1 
to
 
length
(A)
  
for
 j=1 
to
 
length
(B)
  {
    Match ← F(i-1,j-1) + S(A
i
, B
j
)
    Delete ← F(i-1, j) + d
    Insert ← F(i, j-1) + d
    F(i,j) ← 
max
(Match, Insert, Delete)
  }
```

Kada je F matrica izračunata, unos {\displaystyle F_{nm}} daje maksimalni rezultat između svih mogućih poravnanja. Za izračunavanje poravnanja koji zapravo daje ovakav rezultat, pocinjemo od donje desne celije i poredimo vrednost sa tri moguća izvora (Match, Insert i Delete iznad) da vidimo odakle dolazi. Ako je Match, onda {\displaystyle A_{i}} i {\displaystyle B_{j}} su poravnati, Ako je Delete onda {\displaystyle A_{i}}je poravnato sa „rupom“ i ako je Insert onda je {\displaystyle B_{j}} poravnata sa „rupom“ (generalno, vise od jednog izbora može imati istu vrednost vodeci alternativnim optimalnim poravnanjima.)
```
AlignmentA 
←
 ""
AlignmentB 
←
 ""
i 
←
 
length
(A)
j 
←
 
length
(B)

while
 (i > 0 
or
 j > 0)
{
  
if
 (i > 0 
and
 j > 0 
and
 F(i,j) == F(i-1,j-1) + S(A
i
, B
j
))
  {
    AlignmentA 
←
 A
i
 + AlignmentA
    AlignmentB 
←
 B
j
 + AlignmentB
    i 
←
 i - 1
    j 
←
 j - 1
  }
  
else
 
if
 (i > 0 
and
 F(i,j) == F(i-1,j) + d)
  {
    AlignmentA 
←
 A
i
 + AlignmentA
    AlignmentB 
←
 "-" + AlignmentB
    i 
←
 i - 1
  }
  
else
 (j > 0 
and
 F(i,j) == F(i,j-1) + d)
  {
    AlignmentA 
←
 "-" + AlignmentA
    AlignmentB 
←
 B
j
 + AlignmentB
    j 
←
 j - 1
  }
}
```

## Istorijske beleske
Nidlmen i Vanš su opisali svoj algoritam eksplicitno za slučaj kada poravnanja imaju kaznu prema neuskladjenosti, i kada jaz nema kaznu (d=0). Originalna publikacija iz 1970 preporucuje rekurziju. 
{\displaystyle F_{ij}=\max _{h<i,k<j}\{F_{h,j-1}+S(A_{i},B_{j}),F_{i-1,k}+S(A_{i},B_{j})\}}.

Kazneni faktor, broj oduzet za svaki jaz koji je napravljen, moze se oceniti kao barijera za dozvoljavanje jaza. Kazneni faktor može biti funkcija veličine i/ili pravac jaza.

Bolji algoritam dinamičkog programiranja sa kvadratnim vremenom izvršavanja istog problema(nema kaznenog jaza) bio je prvi put objavljen u od Dejvida Sankofa 1972 godine.
Slični kvadratni algoritmi bili su osmisljeni nezavisno
T. K. Vintsyuk 1968 godine za obradu govora.
("time warping"), i Robert A. Wagner iMichael J. Fischer 1974godine za poklapanje stringa.
Nidlmen i Vanš su formulisali problem kao maksimizaciju sličnosti. Druga mogućnost za minimizaciju je Levenštajnovo rastojanje izmedju sekvenci koje je predstavio Vladimir Levenshtein.
Peter H. Sellers je pokazao u 1974godine da su ova dva problema ekvivalentna.